# راجا یوگا

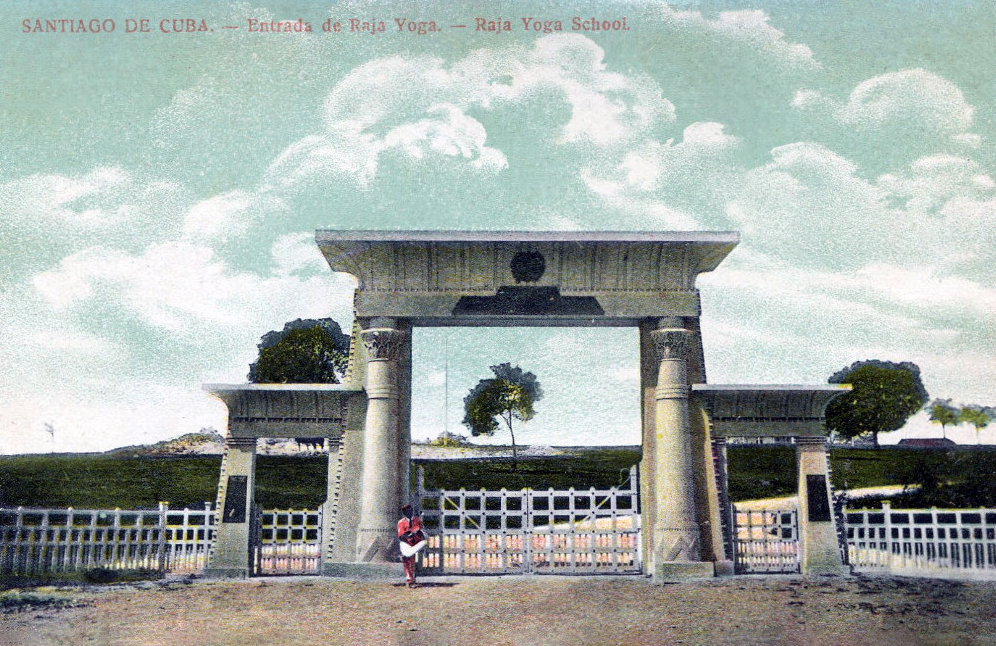
معبد آموزش راجا یوگا

 راجا یوگا  {(به سانسکریت:  राजयोग Rāja yoga)

## تجلی یوگا
تجلی یوگا را می‌شود به هاتها (Hatha)، مانترا (Mantra)، لایا (laya) و راجا یوگا (Rājayoga) تقسیم‌بندی کرد.
 راجا یوگا 
علمی که به ما شیوهٔ کنترل ذهنی را می‌آموزد، و به علم یوگا شهرت دارد.
اغلب یوگا را در زبان انگلیسی به عرفان (Mysticism) ترجمه می‌کنند.
انناندیل (Annandale) در لغت‌نامهٔ مختصری که دارد، آن را به بیان تمایلات د ینی ای شرح نموده‌است که در آرزوی ارتباط بین انسان و خالق خویش می‌باشد که از طریق دریافت درونی ذهن مقدور می‌گردد، و از دریافت حاصله از مکاشفه، یا تکاپویی که برای حل اسرار هستی از طریق تنویر درونی خاص ممکن می‌شود، صریح‌تر است.

## کلمهٔ سانسکریت یوگا
کلمهٔ سانسکریت یوگا از دو ریشهٔ یوجیر (yujr) به معنای متحدشدن،
و یوج (yuj) به معنای تمرکز کردن مشتق می‌شود. این کلمه به معنای علم یوگا متداول است.
ازاین‌جهت شامل زمینهٔ متافیزیکی، و همهٔ ورزش‌های مربوط به بدن، تنفس و روان می‌شود
که ذهن را در تمرکز کردن یاری می‌کنند، و شعاع‌هایش را در خودش منعکس می‌نماید.

## روان وروح
راجا یوگا(Rāja Yoga)حتی از روان هم برتری می‌گیرد و در حوزهٔ روحانیت قدم می‌گذارد.